# Абель Афеворкі
Абель Афеворкі (англ. Abel Afeworki, нар. 13 травня 1983) — еритрейський футболіст, півзахисник клубу «Ред Сі». Виступав, зокрема, за клуб «Ред Сі», а також національну збірну Еритреї.

## Клубна кар'єра
У дорослому футболі дебютував 2000 року виступами за команду «Ред Сі», кольори якої захищав до 2005 року.

## Виступи за збірну
1998 року дебютував в офіційних матчах у складі національної збірної Еритреї.